# Stalmuursluiper
De stalmuursluiper of huismuisspin (Scotophaeus blackwalli) is een spin uit de familie bodemjachtspinnen (Gnaphosidae).
Het is een donkere spin waarvan het vrouwtje 10 tot 12 mm groot wordt, het mannetje 7-9 mm. Ze leven in huizen en tuinen, waar ze 's nachts jagen op kleine insecten. Bij het jagen bespringt de spin zijn prooi. De spin maakt dan ook geen web. Overdag verbergt de spin zich in spleten en kieren.
In juni 2019 werd in Friesland een man door deze spin - een vrouwtje - in zijn eikel gebeten. De spin werd naar museum Naturalis gestuurd.